# Thial

Structuurformule van een thial.

Een thial of thio-aldehyde is in de organische chemie een functionele groep of stofklasse, die sterk verwant is met een gewoon aldehyde (RC(O)H). Het verschil met een aldehyde is dat bij een thial een zuurstofatoom wordt vervangen door een zwavelatoom. De R-groep is een alkyl- of arylgroep. Thialen zijn nog reactiever dan thioketonen.